# La Compagnie des glaces (bande dessinée)
Pour les articles homonymes, voir La Compagnie des glaces.
La Compagnie des glaces est l’adaptation en bande dessinée, par le studio Jotim créé spécialement par le scénariste Philippe Bonifay, de la série de romans de science-fiction La Compagnie des glaces de G.-J. Arnaud.
Débutée en 2003, la série devait compter 100 albums. Mais le 27 octobre 2009, Philippe Bonifay annonce son arrêt après 15 tomes publiés, regroupés en 3 cycles. Il explique que la série n'a pas trouvé son public.

## Liste des albums

### CycleJdrien
Documentation : Ann Boinet

Scénario : Philippe Bonifay (avec Pascale Sorin pour le T.7)

Roughs : Christian Rossi

Couvertures : Lidwine

Dessins : Jérôme Lereculey (T.1-3), Thierry Maurel (T.1-5), Juliette Derenne (T.1-7), André Le Bras (T.1-6), Lee Oaks (T.3), Loïc Malnati (T.4-5), Jean-Marie Maitre (T.5), TieKo (T.6-7), Jim (T.6-7)

Couleurs : Sophie Barroux (T.1-3), Etsumi (T.1), Siel (T.1-2), Jonathan Silvestre (T.1-4), Callixte (T.3 et 5-6), François Bardier (T.5), Nadia (T.5), Nausicaa (T.6-7)

Montage : Pascale Sorin
- 1.1 Lien Rag
- 1.2 Floa Sadon
- 1.3 Kurts
- 1.4 Frère Pierre
- 1.5 Jdrou
- 1.6 Yeuse
- 1.7 Pietr

### CycleCabaret Miki
Scénario et dialogues : Philippe Bonifay et Pascale Sorin

Roughs : Béatrice Tillier et Olivier Brazao (T.1 et 3), Olivier Boiscommun (T.2), Lidwine (T.4), Emmanuel Vegliona (T.5)

Couvertures : Béatrice Tillier

Dessins : TieKo (T.1-4), Jim (T.1-5), Juliette Derenne (T.1), André Le Bras (T.1 et 5), Jean-Marie Michaud (T.1), Cyrille Ternon, Paolo Matinello (T.2-3), Claude Plumail (T.4), Jérémy Thomas (T.4-5), Marine Tumelaire (T.4-5), Emmanuel Vegliona (T.4), Sun Rui (T.4-5), Frédéric Bontemps (T.5)

Couleurs : Marine Tumelaire (également sous le pseudonyme de Nausicaa)

Montage : Pascale Sorin
- 2.1 Le Peuple du sel
- 2.2 Otage des glaces
- 2.3 Zone Occidentale
- 2.4 Big Tube
- 2.5 La Fin d'un rêve

### CycleLa Compagnie de la banquise
- 3.1 Terror Point
- 3.2 Terre de feu, terre de sang[2]
- 3.3 Le Feu de la discorde

### Documentation
- Georges J. Arnaud (int. par Jean-Pierre Fuéri), « On crie au génie ! », BoDoï, no 44,‎ août-septembre 2001, p. 63-65.
- Jean-Pierre Fuéri, « Les Fondus de la glace », BoDoï, no 44,‎ août-septembre 2001, p. 66-67.
- Christian Rossi (int. par Jean-Pierre Fuéri), « Rossi sur le grill », BoDoï, no 55,‎ août-septembre 2002, p. 6-77.